# ویلینگتون، کانتی دورهام
longitudeویلینگتون، کانتی دورهامlatitudeویلینگتون، کانتی دورهام
ویلینگتون، کانتی دورهام (به انگلیسی: Willington, County Durham) یک شهرک در بریتانیا است که در انگلستان واقع شده‌است.

## خصوصیات
ویلینگتون ۷٬۰۰۰ نفر جمعیت دارد.